# Микимото Кокити
Микимото Кокити (яп. 御木本 幸吉 Микимото Ко:кити, 10 марта 1858 — 21 сентября 1954) — японский предприниматель. Известен тем, что впервые получил культивированный жемчуг из морских моллюсков. Барельеф Кокити Микимото в 1985 году был размещён в Патентном бюро среди экспонатов серии «Десять великих изобретателей Японии».

## Биография
Кокити Микимото родился 25 января 1858 года в посёлке Осато (大里町) на побережье Тоба в провинции Сима (в настоящее время в город Тоба префектуры Миэ). Его отец владел небольшой харчевней «Авако», где подавалась в основном лапша домашнего изготовления. В 13 лет Кокити бросил школу и начал продавать лапшу вразнос, а потом стал продавцом в овощной лавке. Женился Кокити на 17-летней Умэ, дочери учителя фехтования местного рода Тоба. В 1888 году, воспользовавшись приданым жены, он приобрёл небольшую ферму по разведению устриц на островке Одзима в узком заливе Симмэй, так как с юношества интересовался знаменитой местной продукцией — жемчугом залива Исе. Из-за высоких цен люди вели хищнический вылов устриц-жемчужниц, популяция которых с каждым годом уменьшалась и уже была на грани полного исчезновения.
В 1888 году в бухте Симмэй была создана первая плантация по выращиванию жемчуга. В апреле 1890 года в токийском парке Уэно проводилась 3-я национальная ярмарка. Микимото представил на ней живых устриц, жемчуг и жемчужные украшения. На этой ярмарке он познакомился с известным специалистом в области морской биологии, профессором Какити Мицукури из Токийского университета (по другим данным, это был доктор Ёсикити Миносаку), от которого он получил совет не только продавать выращенных устриц, но и попытаться освоить на своей ферме искусственное выращивание жемчуга, и последовал ему.
Он вводил инородные тела в раковины устриц, помещал их в бамбуковые корзины и погружал в море. Для проведения экспериментов были выбраны два места: бухта Симмэй в заливе Аго и остров Одзима, который сейчас называют Жемчужным островом (ミキモト真珠島). Микимото постоянно обрабатывал раковины и вёл за ними наблюдение — открывал раковины и обнаруживал, что многие отторгали инородные тела.
Красный прилив, возникший в ноябре 1892 года, вызвал гибель раковин, которые Микимото выращивал в бухте Симмэй у острова Бэнтэндзима.
В 1893 году была получена искусственная жемчужина полукруглой формы. Патент на полукруглый жемчуг был получен 27 января 1896 года. Из-за того, что не было прецедента выдачи патентов на изобретение, касающееся биологических объектов, весь процесс оформления занял 15 месяцев. 
Микимото решил расширить свой проект, и на необитаемом острове в заливе Аго была создана жемчужная ферма. Позже остров был назван Татокудзима — «Остров большой выгоды». Жемчужная индустрия развивалась и привела к экономическому росту этого региона. Но весной 1905 года ещё один красный прилив вызвал гибель 850 тысяч устриц.
Микимото с новой силой окунулся в работу. Он тщательно следил за ростом культивируемых жемчужин, изучал различные аспекты выращивания жемчуга, думая над тем, как сделать ярче расцветку и блеск, как ускорить рост устриц-жемчужниц. Неоднократные эксперименты позволили ему разработать совершенный метод покрытия искусственно имплантированного ядра слоями перламутра. Заключительный процесс состоял в покрытии ядра мантией устрицы и имплантации его в другую раковину, где оно постепенно покрывалось слоями перламутра. Патент на этот метод под номером 13673 был зарегистрирован 13 февраля 1908 года.
Создание круглого искусственно выращенного жемчуга было величайшей гордостью Микимото. 15 лет прошло с момента получения полукруглой жемчужины. Микимото достиг своей цели весной спустя 11 лет после того, как поклялся умирающей жене, что добьётся успеха. Он обещал это жене, посвятившей свою жизнь борьбе мужа ради успеха.
Бронзовая статуя Кокити Микимото стоит сейчас на Жемчужном острове, и обращена лицом к Тихому океану.
Ещё одним важным открытием Микимото было изобретение в 1924 году метода сбора раковин устриц-деток для размножения устриц, а также изобретение корзины для разведения устриц и корзины для подводного содержания раковин. Корзина для разведения устриц стала результатом его борьбы с опустошительными красными приливами, сейчас она широко используется везде, где занимаются искусственным разведением жемчуга.
Умер в возрасте 96 лет в 1954 году.